# Kvindelige Kunstneres Samfund
Kvindelige Kunstneres Samfund fra 1916 er én af Europas ældste faglige foreninger for kvindelige kunstnere.
Andre tidlige organisationer for kvindelige kunstnere er Union des Femmes Artistes, som stiftedes i 1881 i Paris- National Association of Women Artists i 1889 i New York City - og Svenska Konstärinnor, som stiftedes i 1910 i Sverige.
Kvindelige Kunstneres Samfund (KKS) blev stiftet i København den 7. februar 1916 med Anna Ancher, Anne Marie Carl-Nielsen, Marie Henriques og Helvig Kinch som drivende kræfter.Forbilledet var den svenske forening Svenska Konstnärinnor, der som nævnt stiftedes i 1910. Forud for den danske forening blev en indbydelse udsendt til kvindelige kunstnere i Danmark, underskrevet af 25 af datidens velkendte kunstnere: Anna Ancher, Elna Borch, Ebba Carstensen, Carla Colsmann Mohr, Bertha Dorph, Marie Graae, Mary Grut, Karen Hannover, Marie Henriques, Ingeborg Plochross Irminger Agnes Jensen, Karen Meisner Jensen, Lissen Ewald Jerndorff, Nanna Ullman, Helvig Kinch, Rigmor Klein, Effie Hegermann Lindencrone, Agnes Lunn, Julie Madsen, Olga Meisner-Jensen, Anne Marie Carl-Nielsen, Margrethe Svenn Poulsen, Marie Sandholt, Cathrine Svendsen Engel og Olga Wagner.
Generalforsamlingen blev afholdt i et lokale i Kvindelig Læseforening i København, og 75 kvinder indmeldte sig i foreningen. Formålet med Kvindelige Kunstneres Samfund var gennem målrettet fællesskab at samle de kvindelige kunstneres stemmer ved valgene til Akademiraadet, Charlottenborg Forårsudstilling og øvrige kunstinstitutioner og dermed at opnå lige vilkår med de mandlige kunstnere. Dette dokumenteres i forhandlingsprotokollerne, der sammen med medlemsprotokoller, breve og andre arkivalier udgør KKS-arkivet.
Den første bestyrelse bestod af Ebba Carstensen, Bertha Dorph, Marie Henriques, Olga Meisner-Jensen, Helvig Kinch, Agnes Lunn, Anne Marie Carl-Nielsen, Marie Sandholt og Catrine Svendsen Engel, og den første sekretær var cand. jur. Ellen Hansen.
Formanden Helvig Kinch fortalte om den nye kvindeorganisation i tidsskriftet "Kvinden og Samfundet", årgang 32, nr. 5, s. 71: "Samfundets Maal er ikke at skaffe Kvindernes en Særstilling indenfor Kunstnerverdenen, hvor Samarbejdet mellem mandlige og kvindelige Kunstnere allerede er godt i Gang, men Forholdene herhjemme gør det alligevel ønskeligt, at de ca. 150 kvindelige Kunstnere organiserer sig, som de ogsaa forlængst har gjort det i Sverige og Norge. Vi haaber ogsaa ved Sammenkomsterne, at Medlemmerne, ældre og yngre fra forskellige Lejre, vil have Udbytte og Fornøjelse af at lære hinanden bedre at kende".
I 1918 stod Kvindelige Kunstneres Samfund sammen med 6 andre kunstnerorganisationer bag stiftelsen af Kunstnernes Statsunderstøttede Croquisskole, som kom på Finansloven fra 1919. De ledende kræfter op til stiftelsen var Marie Henriques, Helvig Kinch og Anne Marie Carl-Nielsen, og af den grund besluttedes, at lederen af Croquisskolen altid skulle være et medlem af Kvindelige Kunstneres Samfund. Den første ansatte leder blev maleren Astrid Holm.
Kvindelige Kunstneres Samfund organiserede den omfattende Kvindelige Kunstneres Retrospektive Udstilling 18-09.-14.10. 1920 i Den Fries Udstillingsbygning, som dengang var beliggende på Rådhuspladsen. Udstillingens formand blev Marie Henriques, og komitéens medlemmer blev Helvig Kinch, Marie Sandholt, Olga Meisner-Jensen, Agnes Lunn, Nanna Ullman, Karen Hannover, Astrid Holm, Helga Møller og Effie Hegermann-Lindencrone.
10 års jubilæet i Kvindelige Kunstneres Samfund fejredes med en stor udstilling i Kunstindustrimuseet den 23.10-21.11. 1926: "Dansk-Norsk-Svensk Kunsthaandværk". Det var første gang, at kvindelige kunstnere, såsom malere og billedhuggere, havde mulighed for at vise deres arbejder inden for den traditionelle kunsthåndværk-genre, sammen med professionelle kolleger. Komitéen for denne udstilling var formanden for udstillingen Bodil Müller, Kunstindustrimuseets delegerede frk. Suzanne Salomonsen, formanden for Kvindelige Kunstneres Samfund Elisabeth Neckelmann og malerne Helga Møller, Ebba Carstensen, Astrid Holm og Marie Sandholt. Udstillingen omfattede tekstilkunst som gobeliner, broderier, batik og Hedebosyning, og sølv- og guldarbejder, keramik og fajance, bogbind og bogillustrationer m.v. Eksempelvis viste maleren og tegneren Gerda Henning udover rammer med tegninger broderede værker og et gulvtæppe, vævet af Lis Ahlmann, nu tilh. Thorvaldsens Museum. Maleren Christine Swane viste både batik og keramik og maleren Anne Marie Telmányi arbejder i fajance.
Udstillingen på Kunstindustrimuseet blev en stærk markering for KKS og for kunstindustrien, og den gav anledning til stiftelsen af Selskabet for Håndarbejdets Fremme i 1928.
Udstillingsvirksomhed havde aldrig været hovedformålet med Kvindelige Kunstneres Samfund. Alligevel har udstillinger jævnligt været praktiseret, ofte pga. medlemsønsker, men i hovedsagen som markeringer af jubilæer. I 1930 blev foreningen dog inviteret til at udstille i Kunstforeningen i København. som dengang havde udstillingslokaler i ejendommen Frederiksholms Kanal 4. Til denne udstilling blev valgt en censurkomité bestående af medlemmer fra KKS, til at træffe beslutning om udstillingens sammensætning.
Der var stort behov for udstillinger, hvor kvindernes værker kunne ses offentligt. Netop i 1930´erne følte de kvindelige kunstnere sig forbigået på en række større udstillinger i Holland og Tyskland, hvor danske kunstnere ellers deltog. Det førte til protestskrivelser til Undervisningsministeriet fra KKS. 
Til gengæld åbnede der sig i 1948 mulighed for KKS at deltage i en international udstilling, i Liljevalchs Konsthall i Stockholm. Den svenske søsterorganisation Svenska Konstnärinnor formidlede kontakten til organisationerne. Udstillingen fik navnet "Nordiska Konstnärinnor". Ti år senere blev Musée d´art Moderne i Paris rammen om en udstilling af kvindelige kunstnere fra hele verden, heriblandt fra Danmark. Det var maleren Ingeborg Weeke, der tog initiativ til KKS´ deltagelse, hvor i alt 26 KKS-medlemmer deltog. Denne gang var det ikke en censurkomité bestående af KKS-medlemmer, men en særlig komité udefra, valgt af generalforsamlingen i KKS: billedhuggeren Henrik Starcke, maleren Jeppe Vontillius og professorerne Niels Lergaard og Søren Hjorth Nielsen. KKS måtte anse den etablerede mandlige kunstverdens "blå stempel" som nødvendigt, før man fandt det legitimt at vise kvindelige kunstneres værker i en større international sammenhæng.
Som faglig organisation stod Kvindelige Kunstneres Samfund tidligt over for større opgaver, der krævede navigeringstalent i et felt af samtidige kunstnerorganisationer, der på een gang var konkurrenter og potentielle samarbejdspartnere. Ved stiftelsen i 1916 var eksempelvis kun få kvinder udnævnt til medlemmer af Det Kongelige Akademi for de Skønne Kunster, som i sin grundlæggelse havde været på mændenes præmisser. Kvindelige Kunstneres Samfund fik her noget af en udfordring, der var nødvendig at overvinde for at opnå ligestilling ved uddeling af stipendier, udstillingsmuligheder og med hensyn til undervisningsformen på Kunstakademiets skoler - netop, fordi en kunstner skulle være blåstemplet af Akademiet med medaljer, stipendier og valg til forsamlinger for at blive taget i betragtning.
I de efterfølgende år skabte foreningen resultater som følge af videreført samarbejde med kunstnerorganisationer som Malende Kunstneres Sammenslutning (MKS) ved eksempelvis at gå i valgforbund til Akademirådsvalg - såfremt det ville begunstige valg af kvindelige medlemmer. Ganske følgende foreningens formål, at forhandle og oplyse om forestående valg, konkurrencer, inden- og udenlandske udstillinger, og så vidt muligt på kvindelige kunstnere repræsenteret i komitéer, Jury og Akademiråd.
I nyere tid har særlige initiativer sat sig spor i foreningens virke: I 2012 afholdt Kvindelige Kunstneres Samfund et symposium "Come On", i høj grad for at få belyst, hvilke fremtidige veje foreningens medlemmer kunne samles om at gå, set i lyset af de stadig manglende lige vilkår for kvinder og mænd i kunstverdenen. Til symposiet inviteredes et panel, bestående af billedkunstnere og kunsthistorikere. Desuden stod dramatikeren Gritt Uldall-Jessen bag en happening "Det korte af det lange - happening med fokus på kunstområdets statistikker".
Hen mod 100-året for Kvindelige Kunstneres Samfund i 2016 vedtoges i bestyrelsen at udgive en jubilæumsantologi. I 2014 udkom bogværket "100 års øjeblikke - Kvindelige Kunstneres Samfund" på forlaget Saxo, med forord af daværende kulturminister Marianne Jelved. Kunsthistorikere, journalister, forskere, en arkitekt og billedkunstnere beskrev og satte Kvindelige Kunstneres Samfund i sammenhæng med skrevne kunsthistorie. Særligt een af antologiens artikler har efterfølgende udvirket offentlig opmærksomhed: professor Hans Dam Christensens artikel med titlen "Med kønnet på museum - skævhed i museernes indkøbspolitik".
Forpersoner for Kvindelige Kunstneres Samfund:
- 1916-1918 Helvig Kinch
- 1918-1920 Marie Henriques
- 1920-1921 Agnes Lunn
- 1921-1924 Sophie Petersen
- 1924-1954 Elisabeth Neckelmann
- 1954-1992 Gudrun Poulsen
- 1992-2002 Inger Lut Debois
- 2002-2010 Lise Ring
- 2010-2019 Kit Kjærbye
- 2019-2025 Lise Seier Petersen
- 2025- Stine Ofelia Kildevang

Æresmedlemmer af Kvindelige Kunstneres Samfund 
- 1921-1935 Anna Ancher
- ?-1956 Helvig Kinch
- 1970-1985 Anna Klindt Sørensen
- 1994-1999 Gudrun Poulsen
- 2002-2006 Helen Schou
- 2007-2014 Inger Marie Jørgensen

## Ekstern henvisning
- KKS KVINDELIGE KUNSTNERES SAMFUND